# Allium ampeloprasum
Allium ampeloprasum — вид квіткових рослин підродини цибулеві (Alliaceae). Назва виду походить від грецького «ampelo» (лоза), і «prason» (цибуля).

## Опис
Дикі популяції виробляють цибулини до 3 см в діаметрі. Стеблини круглі в перетині, кожна до 180 см заввишки, маючи зонтик, що має до 500 квіток. Квіти мкм у формі, до 6 мм в поперечнику. Листочки білого, рожевого або червоного кольору; пильовики жовті або фіолетові; пилок жовтий.

## Поширення
Рідний діапазон: південна Європа і західна Азія, але культивується в багатьох інших місцях, і натуралізований в багатьох країнах. Розглядається як рідний для всіх країн, що межують з Чорним, Адріатичним і Середземним морями.

## Галерея

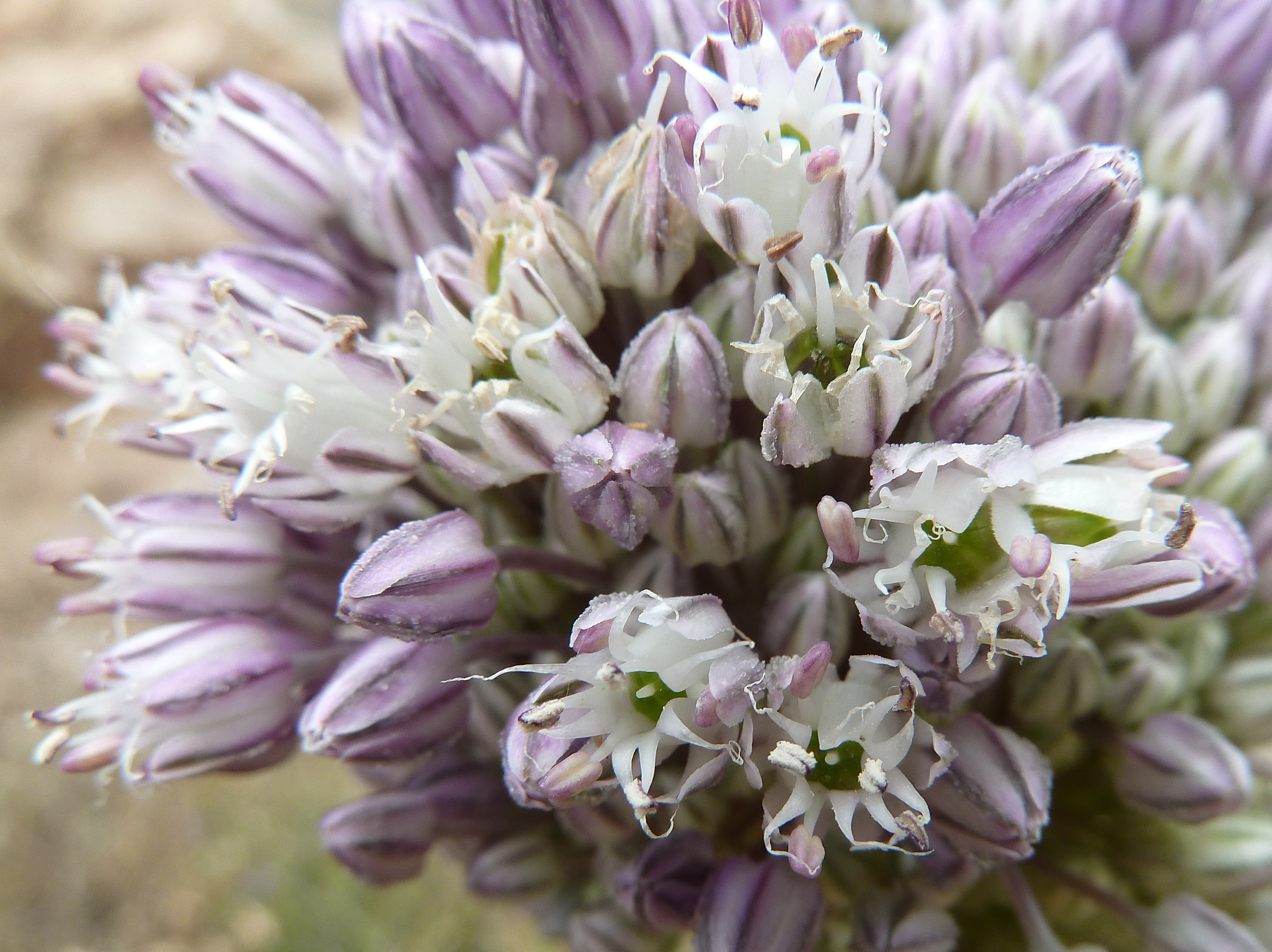
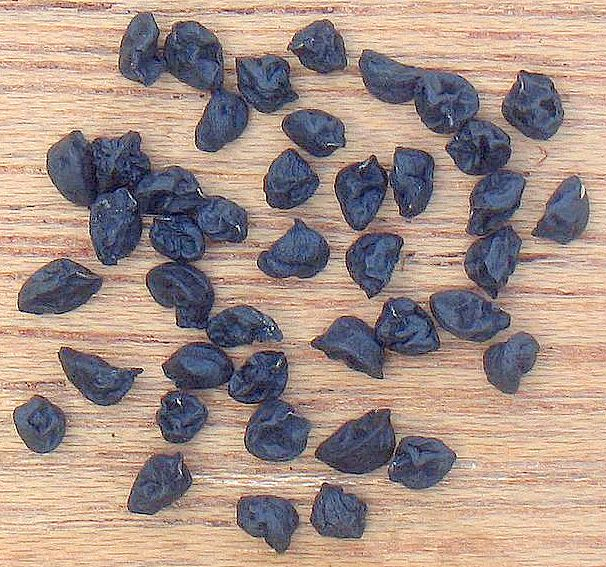
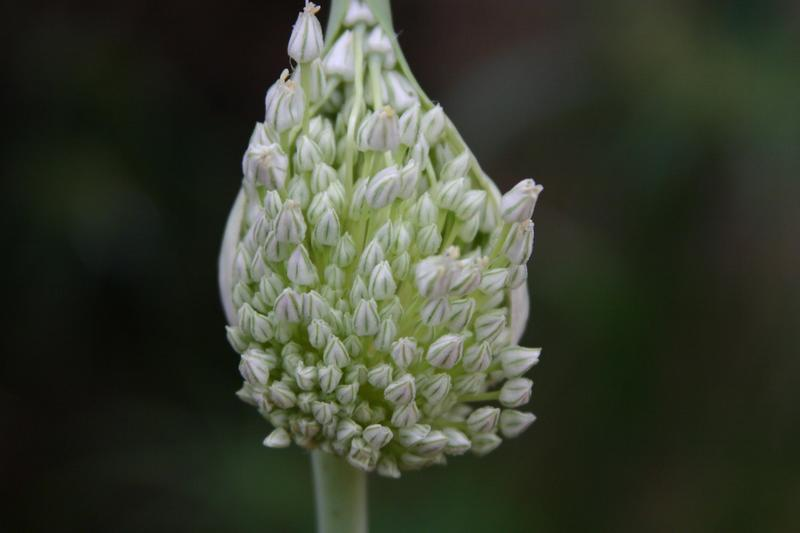

| Гібіскус | Це незавершена стаття про квіткові рослини. Ви можете допомогти проєкту, виправивши або дописавши її. |